# Heinrich Philipp Bossler
Heinrich Philipp Bossler (né à Darmstadt (Hesse), le 22 juillet 1744 – mort le 8 septembre 1812, à Gohlis aujourd'hui un quartier de Leipzig) est un imprimeur et éditeur de musique allemand de la période classique.

## Biographie
Vers 1769, il travaille comme graveur sur cuivre. En 1779 il invente une machine chargée de simplifier la gravure musicale et fonde sa maison d'édition en 1781 à Spire (en Rhénanie-Palatinat). De 1788 à 1790, il y fait paraître la revue Musikalische Realzeitung. En 1785 il établit une enseigne commune, Krämer & Bossler à Darmstadt, où s'établit la firme en 1792. Puis en 1799 à Gohlis dans les faubourgs au Nord de Leipzig.
Son fils Friedrich, reprend l'affaire jusqu'en 1828, année où la maison cesse son activité. L'astronome Jean Bosler et le botaniste Ludwig Bossler était de la famille de Heinrich Philipp Bossler.

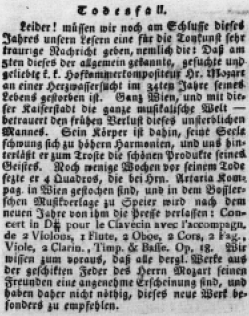
L'annonce de la mort de Mozart dans le Musikalische Korrespondenz der Teutschen Filharmonischen Gesellschaft annonce en même temps la parution du Concerto pour piano no 13 K. 415/387^{b} chez l'éditeur de musique Heinrich Philipp Bossler

Bossler a publié plus de 300 titres au tournant de 1796. Parmi les plus connus : les trois sonates, WoO 47 (1783) de Beethoven.
Heinrich Philipp Bossler a acquis son importance non seulement en publiant les compositions du jeune Beethoven, mais aussi celles de Mozart et de Haydn. Bossler n'éditait que des compositions en version originale. Il n'imprimait pas de copies pirates.
Bossler était un cousin de l'écrivain Friedrich Maximilian Klinger.